# Campoplex psilopterus
Campoplex psilopterus là một loài tò vò trong họ Ichneumonidae.